# Quandt (Familie)
Quandt ist der Name einer deutschen Industriellenfamilie. Die als öffentlichkeitsscheu geltenden Quandts nahmen 2014 mit 31 Milliarden Euro den Spitzenplatz der reichsten Deutschen ein. Die Grundlagen des heutigen Vermögens wurden vor dem Zweiten Weltkrieg und insbesondere während der Zeit des Dritten Reichs geschaffen. Nach dem Zweiten Weltkrieg trug das Engagement von Herbert Quandt bei der Sanierung des Automobilherstellers BMW Anfang der 1960er Jahre zur Vermögensmehrung bei. Ein wesentlicher Teil des Quandt-Vermögens besteht heute in der Beteiligung an BMW. Zum gegenwärtigen Reichtum der Familie hat außerdem der Erfolg der Pharmafirma Altana beigetragen.
Die aus Holland stammenden Vorfahren der Quandts hatten sich um 1700 im brandenburgischen Pritzwalk angesiedelt. Im Verlauf der industriellen Revolution entstanden in der Mark Brandenburg zahlreiche Webereien. Emil Quandt (1849–1925) übernahm 1883 die Tuchmanufaktur seines vormaligen Arbeitgebers und produzierte unter anderem Uniformen für die Armee. Günther Quandt (1881–1954) baute im Ersten Weltkrieg und in der Weimarer Zeit die Firmenbeteiligungen weiter aus und schuf eines der größten Firmenvermögen der damaligen Zeit. In der Zeit des Nationalsozialismus vermehrte und vergrößerte Günther Quandt den Familienbesitz teils auf Kosten von KZ-Häftlingen und unrechtmäßig enteigneter, meist jüdischer Konkurrenten und wurde zu einem großen Produzenten von Rüstungs- und Industriegütern im Dritten Reich. Die Quandts profitierten im Zweiten Weltkrieg vom Zwangsarbeitereinsatz in ihren Fabriken.

## Günther Quandt

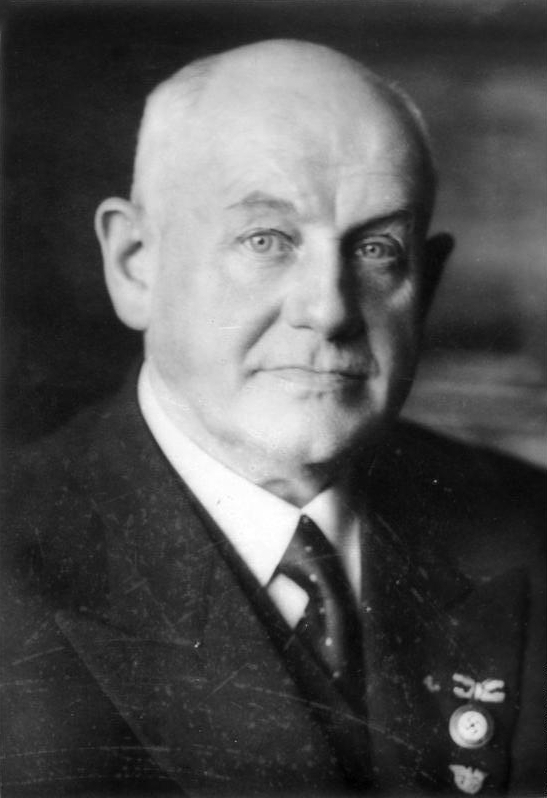
Günther Quandt (1941)

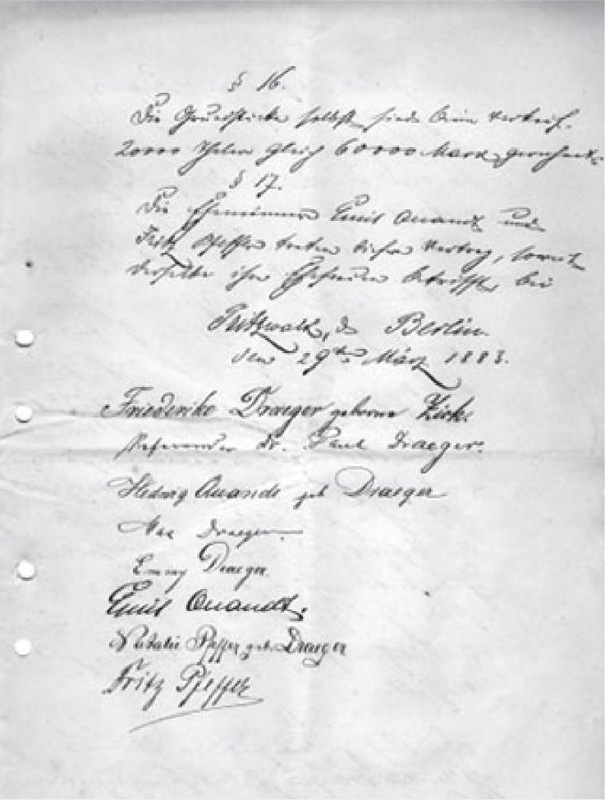
Der Gesellschaftervertrag von 1883, u. a. mit der Unterschrift von Emil Quandt, quasi das Gründungsdokument der späteren Quandt-Gruppe

Günther Quandt kam 1881 in Pritzwalk zur Welt. Sein Vater, der Tuchfabrikant Emil Quandt, ließ Günther Quandt eine Ausbildung in der Textilindustrie absolvieren. Danach trat Günther Quandt als Prokurist in die väterliche Firma ein. Bereits 1909 war er Leiter mehrerer Tuchfabriken in seiner Heimatstadt.
Bei Ausbruch des Ersten Weltkriegs wurde Günther Quandt zum Leiter der „Reichswolle AG“ ernannt. Seine Firmengruppe wurde Hauptlieferant der Armee für Textilien und Leder. Nach dem Krieg blieb er bis 1922 Referent im Reichswirtschaftsministerium. Die in der Kriegswirtschaft gewonnenen Kontakte nutzte Quandt geschickt. Ab 1922 engagierte er sich verstärkt in der Kaliindustrie und es gelang ihm, die Aktienmehrheit der Accumulatoren Fabrik Aktiengesellschaft (AFA, später VARTA und BAE) mit Sitz in Berlin und Hagen zu erwerben, deren Generaldirektor er wurde. Auch im Rüstungsgeschäft fasste er Fuß: Er reorganisierte die Mauserwerke AG und übernahm 1928 die damalige „Berlin-Karlsruher Industriewerke AG“ (Tarnname der zuvor und ab 1936 wieder Deutsche Waffen- und Munitionsfabrik genannten Rüstungsproduktionsgesellschaft) und baute daneben seine Beteiligungen in verschiedenen anderen Industriezweigen und in der Versicherungswirtschaft aus.
Nach der nationalsozialistischen Machtübernahme und anfänglichen Schwierigkeiten im Verhältnis zu den neuen Machthabern (der NSDAP nahestehende Teile des Vorstands der AFA versuchten 1933 ohne Erfolg, Günther Quandt zu stürzen) konnte Quandt seine Stellung innerhalb der deutschen Industrielandschaft festigen. 1937 wurde er zum Wehrwirtschaftsführer ernannt. Die Akkumulatoren der AFA fanden unter anderem in U-Booten und Raketen Verwendung, die Textilbetriebe lieferten – wie schon im Kaiserreich und in der Weimarer Republik – Uniformen und Decken für die Wehrmacht. Andere Quandt’sche Unternehmen stellten Waffen und Munition her.
Vom NS-Staat enteignete Konkurrenzunternehmen jüdischer Eigentümer konnten von Quandt günstig übernommen werden.
Bekannt ist in diesem Zusammenhang der Fall der Batterienfabrik Société Anonyme des Accumulateurs Tudor des Luxemburger Unternehmers Léon Laval in Florival bei Wavre. Quandt war bestrebt, dieses Werk der AFA einzuverleiben. Nach der Eroberung Luxemburgs und Belgiens durch die deutschen Besatzer versuchte Quandt mit Unterstützung der Gestapo, Laval durch Verhöre zu zwingen, seine Aktien an Quandt zu verkaufen. Nach seiner standhaften Weigerung wurde Laval zunächst in Luxemburg, dann in Deutschland bis Kriegsende inhaftiert.
1945 floh Quandt, der bis dahin auf einem parkartigen Grundstück in der Villenkolonie Neubabelsberg am Ufer des Griebnitzsees wohnte, aus Berlin und ließ sich in Leutstetten am Starnberger See nieder. Seine Söhne bezogen Ausweichquartiere in Hannover in der britischen Zone, in der die wichtigsten Werke der Familie lagen. Schon wenige Wochen nach der Kapitulation im Mai 1945 hatte die AFA als eines der ersten Unternehmen eine Betriebsgenehmigung der britischen Besatzungsmacht bekommen. 1946 wurde Günther Quandt auf Anordnung der US-Militärregierung verhaftet und blieb zwei Jahre interniert. Belastende Dokumente über Günther Quandts Aktivitäten im Dritten Reich hielten die Briten allerdings zurück und leiteten sie nicht an die amerikanische Anklagebehörde weiter. Bei den Nürnberger Kriegsverbrecherprozessen wurde deshalb trotz anfänglicher Ermittlungen keine Anklage gegen ihn erhoben. Im Rahmen der Entnazifizierung musste sich Quandt vor einer Starnberger Spruchkammer unter anderem wegen seiner Rolle bei der Enteignung Léon Lavals verantworten. Laval hatte die Lagerhaft überlebt und trat als Nebenkläger im Verfahren auf. Trotz seiner Verstrickung in die Verbrechen des Dritten Reichs endete das Verfahren 1948 mit einer Einstufung Quandts als „Mitläufer“. Die Rolle von Quandts Rüstungsunternehmen während des Krieges und der Einsatz von Zwangsarbeitern wurden nie Bestandteil eines Verfahrens gegen ihn. Quandt selbst erklärte, er sei „von der nationalsozialistischen Regierung jahrelang auf das Schwerste verfolgt worden“, was nach Aussage des Quandt-Biographen Rüdiger Jungbluth als absurd anzusehen ist; das Spruchkammerverfahren selbst sei eine „Farce“ gewesen.
In erster Ehe war Günther Quandt mit Antonie Ewald verheiratet, die 1918 an der spanischen Grippe starb. Aus dieser Ehe gingen die beiden Söhne Hellmut Quandt (1908–1927) und Herbert Quandt (1910–1982) hervor. Zwischen 1921 und 1929 war Quandt mit Magda Ritschel verheiratet. Aus dieser Ehe ging der Sohn Harald (1921–1967) hervor, der nach der Scheidung 1929 bei seiner Mutter und nach deren Heirat mit Joseph Goebbels ab 1931 im Hause Goebbels aufwuchs.
Seinen Sohn Herbert und dessen Halbbruder Harald baute Günther Quandt zu seinen Nachfolgern auf. Er brachte beide in leitende Positionen in den von der Familie kontrollierten Betrieben. Gemeinsam mit ihnen führte er das „Quandt-Imperium“ durch die Familiengesellschaft „AG für Industriebeteiligungen“ von Stuttgart aus. Günther Quandt starb am 30. Dezember 1954 auf einer Urlaubsreise in Kairo. Das Kapital der milliardenschweren Quandt-Holding ging zu je 50 Prozent an seine beiden Söhne.

## Herbert und Harald Quandt und ihre Nachkommen

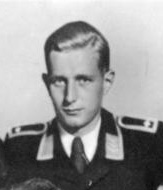
Harald Quandt (1944)

Die Söhne Herbert und Harald verwalteten das Erbe gemeinsam, hatten jedoch die Schaffung von Federführungsbereichen vereinbart: Wer die Federführung hatte, traf die Entscheidungen. Herbert Quandt führte die Elektro-, Fahrzeug-, Erdöl- und Düngemittel- sowie Textilbereiche, Harald Quandt bis zu seinem Tod 1967 den Maschinen- und Apparatebau, die Leicht- und Schwermetallhalbzeugproduktion und die sonstige Metallverarbeitung.
Der Name Herbert Quandt ist eng verbunden mit der Sanierung der Bayerischen Motoren Werke in München. Der Sanierungsplan von Management und Großaktionären für die Ende der 50er-Jahre in eine finanzielle Schieflage geratene BMW AG sah eine Übernahme durch Daimler-Benz vor, was aber auf der Hauptversammlung vom 9. Dezember 1959 durch Mitarbeiter und Kleinaktionäre verhindert wurde. Herbert Quandt war beeindruckt von diesem Kampfgeist und sah seine Chance, BMW in Eigenregie zu sanieren. Mit seinem beträchtlichen finanziellen Engagement und durch Absicherung von Krediten trug Herbert Quandt dazu bei, dass die Banken wieder Vertrauen in das Unternehmen setzten. Am 30. November 1960 wurde Quandts Sanierungsplan auf der BMW-Hauptversammlung in München angenommen.
Herbert Quandts 1956 geborener Sohn Sven Quandt wurde vom Vater bereits mit 23 Jahren in den Aufsichtsrat der Firma Varta berufen. Von großer wirtschaftlicher Bedeutung sind heute vor allem die Beteiligungen, die von Herbert Quandts dritter Frau Johanna Quandt an führenden deutschen Unternehmen gehalten wurden. Zusammen mit ihren beiden Kindern Susanne Klatten und Stefan Quandt hielt sie unter anderem 46,7 Prozent der Anteile am bayerischen Automobilbauer BMW. Aufgrund der guten Absatzzahlen zahlte der Konzern beispielsweise 2013 eine Ausschüttung von 2,50 Euro je Stammaktie. Die drei Großaktionäre erhielten somit für dieses Jahr zusammen rund 703 Millionen Euro. In den Jahren 2012 und 2013 brachte die Beteiligung dem Quandt-Trio somit mehr als 1,3 Milliarden Euro. Teile des Familienvermögens wurden in die Johanna-Quandt-Stiftung eingebracht, die sich der Wirtschafts- und Medienförderung widmet.

## Verstrickung in nationalsozialistisches Unrecht
Die NDR-Dokumentation Das Schweigen der Quandts von 2007 führte zu einer kontroversen Diskussion über die Rolle der Familie Quandt während der Zeit des Nationalsozialismus. Nach Ausstrahlung der Dokumentation erklärten Sprecher der Familie im Oktober 2007, die Darstellung habe sie „bewegt“ und die Familie wolle ihre Geschichte von einem Historiker aufarbeiten lassen und die Ergebnisse der Öffentlichkeit zur Verfügung stellen.
Der Zwangsarbeitereinsatz in den Unternehmen, die Günther Quandt kontrollierte, ist in mehreren historischen Einzelstudien dokumentiert worden und war Interessierten lange bekannt. Die NDR-Dokumentation von Eric Friedler stellt eine Verbindung zur Gegenwart her, indem sie die These aufstellt, dass es sich bei dem heutigen Quandt-Vermögen vornehmlich um „braunes“ Geld handelt.
Als einziges Mitglied der Familie stellte sich Sven Quandt, ein Sohn Herbert Quandts aus zweiter Ehe, den Fragen des Filmteams. Er wies die Vorwürfe gegen die Familie zurück und forderte, man müsse einen Schlussstrich unter die Vergangenheit ziehen, weil weiteres Nachbohren Deutschland schade. Eine Mitverantwortung lehnte er ab, da er zur Zeit der Nazi-Diktatur noch nicht gelebt habe.

„Wir haben ein Riesenproblem in Deutschland: Dass wir nie vergessen können. In der Familie … und wir haben über die Themen oft genug gesprochen … Wir finden es aber schade, denn es hilft Deutschland unheimlich wenig weiter. Je mehr wir […] da drüber nachdenken und daran erinnert werden alle, genauso wird man im Ausland daran erinnert. Und wir müssten endlich mal versuchen, das zu vergessen. Es gibt in anderen Ländern ganz ähnliche Dinge, die passiert sind, auf der ganzen Welt. Da redet keiner mehr drüber.“

Die Aussage von Sven Quandt spiegelt nicht die Meinung aller Familienmitglieder wider.
Laut der NDR-Dokumentation halten Experten den Gedanken, Günther und Herbert Quandt hätten von der verbrecherischen Ausbeutung der Zwangsarbeiter zugunsten ihrer Unternehmen womöglich gar nichts gewusst, für abwegig. Zwangsarbeiter mussten ohne Schutzkleidung in den Batteriewerken arbeiten und waren dabei den giftigen Gasen der Schwermetalle Blei und Cadmium ausgesetzt, was zu vielen Todesfällen führte. Die Autoren verweisen auf eine interne Berechnung von Günther Quandt, die von einer „Fluktuation“ von 80 Personen monatlich ausging – also 80 Toten. Vom Akkumulatorenwerk der Quandts in Hannover-Stöcken wurden Hunderte nicht mehr arbeitsfähige Zwangsarbeiter aus dem firmeneigenen KZ nach Gardelegen deportiert. Nach Einschätzung von Benjamin Ferencz, der bei den Nürnberger Prozessen für die Anklagebehörde arbeitete, wären die Quandts ebenso wie Alfried Krupp von Bohlen und Halbach, Friedrich Flick und die Verantwortlichen der I.G. Farben als Hauptkriegsverbrecher angeklagt worden, wenn die heute zugänglichen Dokumente den Anklägern damals vorgelegen hätten. Günther Quandt schaffte es, sich der juristischen Verantwortung zu entziehen. Mit abstrusen Argumenten stellte sich Quandt selbst als ein Opfer der Nazis dar. Die greise Schwester von Magda Goebbels, die das Filmteam im Altersheim aufsucht, mokierte sich darüber. „Ich habe jetzt nur noch ein Vermögen von 78 Millionen Dollar“, habe Günther Quandt damals zu ihr gesagt.
Anders als es der NDR-Film andeutet, profitierte Günther Quandt nicht von seiner besonderen Beziehung zu Joseph Goebbels (seine Ex-Frau war seit 1931 mit Goebbels verheiratet). Goebbels hielt Quandt für einen reaktionären Plutokraten. Im Mai 1933, kurz nach seinem Parteieintritt, wurde Quandt sogar inhaftiert – angeblich wegen eines Steuervergehens. Im NDR-Film heißt es dazu, dass Quandt damals in Goebbels einen „mächtigen Fürsprecher“ gehabt habe. Er ergriff dabei aber keine Partei. Am 14. Juni 1933 notierte Goebbels in sein Tagebuch: „Ich mische mich in keiner Weise ein. Wenn er gefehlt hat, soll er büßen.“
In der NDR-Dokumentation wird der Familie Quandt vorgeworfen, sie habe sich weder bei ihren Opfern entschuldigt noch Entschädigungen geleistet. Die Entschädigung der Zwangsarbeiter kam erst Ende der neunziger Jahre in Gang, nachdem US-Anwälte mit Sammelklagen gegen deutsche Unternehmen gedroht hatten. Im Jahr 2000 wurde der so genannte „Zwangsarbeiter-Fonds“ geschaffen. Der Bund und die deutsche Wirtschaft statteten die Stiftung mit fünf Milliarden Euro aus. Mehrere Unternehmen, bei denen die Quandts das Sagen haben, beteiligten sich an dem Fonds, darunter Varta und die Delton AG. BMW und Altana gehörten zu den Gründern der Stiftungsinitiative.
In der Dokumentation von Eric Friedler wurde recherchiert, dass der Reichtum der Quandts vor allem auf der Ausbeutung der Zwangsarbeiter im Kriege und auf den Profiten aus der Hochrüstung fußt:

„Wenn man es zusammenfasst, hat die Familie Quandt ihr Vermögen gemacht auf der Grundlage von Zwangsarbeit, verknüpft mit dem Zweiten Weltkrieg und den deutschen Kriegszielen und so weiter. Also das ist die Basis für ihr Vermögen.“

Rüdiger Jungbluth kritisierte, Herbert Schui blende dabei offenbar aus, dass Günther Quandt bereits in der Weimarer Zeit einer der führenden deutschen Industriellen gewesen ist. Basis seines Aufstiegs seien Textilfabriken in Brandenburg und geschickte Spekulationen in der Zeit der Hyperinflation. Er habe nach dem Ersten Weltkrieg als Vorstand von Wintershall daran mitgewirkt, den größten deutschen Kalikonzern zu formen. Später übernahm er den Batteriekonzern AFA, der schon in den zwanziger Jahren 80 % des deutschen Marktes für Akkumulatoren bediente. Günther Quandt zählte demnach bereits zur deutschen Wirtschaftselite, bevor die Nazis an die Macht kamen.
Dies bestätigt auch der Bonner Historiker Joachim Scholtyseck, der von der Familie Quandt mit der wissenschaftlichen Aufarbeitung beauftragt wurde und 2011 eine umfangreiche Studie zur Familiengeschichte der Quandts vorlegte. Scholtyseck kommt zwar zu dem Schluss, dass das Vermögen vom Ausgangsniveau in der Weimarer Republik während der NS-Zeit kontinuierlich weiter vermehrt werden konnte, dieser Vermögenszuwachs aber bei einer Gegenrechnung mit den Kriegsverlusten nicht mit wissenschaftlichem Anspruch zu klären ist.
Im Jahre 2011 gaben die Quandt-Erben Gabriele und Stefan Quandt der ZEIT ein Interview zur NS-Geschichte ihrer Familie.

„Wir haben erkannt, dass es falsch war, nicht ganz genau wissen zu wollen, was damals geschehen ist. Von dieser Haltung mussten wir uns verabschieden, und zwar endgültig. Deshalb bin ich auch mit Blick auf die nächste Generation Professor Scholtyseck dankbar, dass er das alles mit Akribie untersucht hat. Unsere Familie weiß jetzt Bescheid. Überrascht wird keiner mehr. Auch wenn man lieber einen Großvater hätte, auf den man in jeder Hinsicht stolz sein kann, aber es ist eben der, mit dem wir leben müssen.“

„Die gemeinsame bedauernswerte Vergangenheit ist heute in umgekehrter Weise ein Identifikationspunkt. So wie unsere Vorfahren möchten wir bei der Verwaltung und Gestaltung eines großen Vermögens mit unserer Verantwortung nicht umgehen.“

## Parteispenden
Seit dem Jahr 2002 spendete die Familie Quandt etwa 2 Millionen Euro an deutsche Parteien. Der größte Anteil der Spendensumme ging dabei an die CDU. Die Schwesterpartei CSU und die FDP erhielten ebenfalls Spenden. Im Oktober 2009 erhielt die CDU jeweils 150.000 Euro von Johanna Quandt, von Stefan Quandt sowie von Susanne Klatten. Zuletzt spendeten Susanne Klatten, Johanna Quandt und Stefan Quandt am 9. Oktober 2013 jeweils 230.000 Euro an die CDU. Auch an die FDP gingen in dieser Zeit Spenden in Höhe von 210.000 Euro. Im gleichen Zeitraum konnte die Familie schenkungssteuerrechtliche Regelungen nutzen, um ihre Aktienvermögen von Johanna Quandt auf ihre Kinder zu übertragen. Betrachtet man die Parteispenden der Konzerne BMW (ca. 3,7 Millionen Euro) und Altana (ca. 1,6 Millionen Euro) ebenfalls als Spenden der Familie Quandt, so zählt die Familie zu den größten Einzelspendern deutscher Parteien.
Am 14. Februar 2025 spendete Stefan Quandt 200.000 Euro an die CDU.

## Beteiligungen

### Beteiligungsgesellschaften
- AQTON SE – Beteiligungsgesellschaft von Stefan Quandt[24]
- Delton-Gruppe – Holdinggesellschaft von Stefan Quandt
- HQ Holding – Holdinggesellschaft der Erbinnen von Harald Quandt[25]

- SKion GmbH – Beteiligungsgesellschaft von Susanne Klatten

### Unternehmensbeteiligungen
- BMW AG – Anteile der Familie Quandt: 46,7 % (Stand 2012)
- Altana AG – im Alleinbesitz von SKion
- Datacard Group – Hersteller von Maschinen zur Smartcard- und Passproduktion
- Biologische Heilmittel Heel GmbH
- Thiel Media GmbH
- SGL Carbon – Hersteller von Graphiterzeugnissen und kohlenstofffaserverstärkten Kunststoffen
- VARTA AG – Batteriehersteller – ehemals mehrheitlich im Besitz der Quandts
- IWKA AG – von 1928 bis 1980 von der Familie Quandt kontrolliert
- Solarwatt
- Gemalto NV – Hersteller von Chip- und SIM-Karten, EC- und Kreditkarten, elektronische Pässe, Gesundheitskarten, zu 10 % im Familienbesitz der Quandts
- Nordex – Susanne Klatten hält über die Beteiligungsgesellschaft SKion noch etwa 5,7 % an dem Windkraftanlagen-Hersteller, nachdem 2015 ein Verkauf von Nordex-Anteilen an die spanische Acciona Windpower erfolgte[26]

## Liste bekannter Familienmitglieder
- Emil Quandt (1849–1925), Textilunternehmer
  - Günther Quandt (1881–1954), Industrieller, von 1921 bis 1929 verheiratet mit Magda Quandt (1901–1945)
    - Herbert Quandt (1910–1982), Industrieller
      - Silvia Quandt (* 1937), Malerin; aus erster Ehe mit Ursel geb. Münstermann
      - Sonja Quandt (* 1951); aus zweiter Ehe mit Lieselotte geb. Blobelt
      - Sabina Quandt (* 1953); aus zweiter Ehe mit Lieselotte geb. Blobelt
      - Sven Quandt (* 1956), Rallye-Fahrer; aus zweiter Ehe mit Lieselotte geb. Blobelt
      - Susanne Klatten, geborene Quandt (* 1962), Industrielle; aus dritter Ehe mit Johanna Quandt geb. Bruhn (1926–2015)
      - Stefan Quandt (* 1966), Industrieller; aus dritter Ehe mit Johanna Quandt geb. Bruhn

    - Harald Quandt (1921–1967), Industrieller, verheiratet mit Inge geb. Bandekow (1928–1978)
      - Gabriele Quandt (* 1952), Industrielle